# Atlantide (Stargate)
Atlantide è una città immaginaria presente nell'universo fantascientifico di Stargate Atlantis.
È situata su un pianeta della galassia Pegaso. Fu abbandonata dagli Antichi, per sfuggire ad un attacco dei Wraith, circa 10.000 anni prima della sua scoperta da parte di una squadra del comando Stargate. Nella fuga verso il pianeta Terra della Via Lattea, essi decisero che l'unico modo per impedire che la città cadesse in mano al nemico (il che avrebbe dato a quest'ultimo la possibilità di raggiungere la Terra) fosse quello di immergerla nel grande oceano del pianeta: grazie ai suoi scudi, essa sarebbe rimasta intatta fino al loro successivo ritorno.

## Simboli
Per arrivare ad Atlantide si possono inserire i seguenti simboli (escludendo il punto d'origine):
- Dalla Galassia di Pegaso
- Dalla Via Lattea

## La Storia
Atlantide, originariamente, era un avamposto degli Antichi. Divenne poi la loro capitale quando nella Via Lattea si diffuse un'epidemia che quasi estinse la razza degli Antichi. I Lantiani decisero così di trasformare Atlantide, che allora galleggiava in Antartide, in una gigantesca città-astronave per fuggire dalla nostra galassia e trasferirsi in quella di Pegaso. Giunsero su un pianeta in uno dei bracci esterni della galassia, con un grandissimo oceano dove poter far ammarare la città, Lantea. Dopo la guerra con i Wraith, la quale durò circa 100 anni, sommersero la città per proteggerla, poi l'abbandonarono. In questo modo rimase sul fondo dell'oceano per quasi 10.000 anni fino all'arrivo dei Tau'ri del Comando Stargate. In seguito all'attacco degli Asuriani, la squadra capitanata dalla dottoressa Weir decise di trasferire la città sul pianeta M35-117, Nuova Lantea. Per fronteggiare l'attacco di una nave alveare potenziata, fu deciso di riportare sulla Terra la città di Atlantide per mezzo del Wormhole drive. La nave Wraith fu distrutta da una testata nucleare, mentre Atlantide dovette ammarare al largo di San Francisco a causa della veloce discesa nell'atmosfera terrestre. Dalle più recenti dichiarazioni di Joseph Mallozzi, nel film Stargate: Extinction, di dubbia futura realizzazione, la città di Atlantide dovrà tornare nella galassia di Pegaso, dopo essere stata "nascosta" sulla faccia non visibile della Luna. Gli Antichi installarono un dispositivo per l'autodistruzione nel caso la città avesse lasciato la galassia, che puntualmente si attivò; per ovviare al problema il Wormhole drive verrà riattivato in fretta e furia, causandone così la rottura. La città di Atlantide fluttuerà nei pressi della galassia di Pegaso, fino a quando il motore non verrà riparato. Oltre ciò non ci è ancora dato a sapere.

## La città
La città occupa un'area di circa 5 km² e poggia su di una piattaforma galleggiante che ricorda la forma di un fiocco di neve. La città, di fatto, è una grande astronave che, con tre ZPM, può, se necessario, compiere viaggi intergalattici. Nei tre piani del palazzo centrale, chiamato anche la "torre", si trovano, dal terzo al primo:
- L'hangar dei jumper, dotato di un tetto apribile, per permettere il decollo dei jumper fuori dalla città;
- Una grande sala con un soppalco che ospita la strumentazione relativa all'utilizzo dello Stargate, dotata di sensori a lungo raggio;
- Una sala per il controllo di tutta Atlantide e lo spiazzo con lo Stargate. Il tetto di questa grande sala si apre e permette ai jumper di scendere nella sala dello Stargate e attraversarlo.

Negli altri sei raggi vi sono laboratori e prigioni, l'attracco per le grandi navi e le stazioni di messa a terra, oltre che grandi palazzi che possono ospitare una gran quantità di persone.
Nell'universo di Stargate Atlantis, la città, per via della sua vastità, non è ancora stata esplorata del tutto; non si conosce lo scopo e/o l'utilizzo di molte delle cose già scoperte. Per spostarsi da un punto ad un altro si possono usare delle camere apposite per il teletrasporto.

### Approdo sottomarino per jumper
I puddle jumper non sono solo astronavi, ma anche sommergibili. Quindi, per permettere ai jumper di potersi imbarcare con più facilità nelle esplorazioni subacquee, la città è stata dotata di un approdo in un molo con un'apertura sottomarina. Questa stanza è costituita da un atrio per l'atterraggio dei jumper e un piano sopraelevato, sigillato ermeticamente, con la sala controllo e l'accesso alla città mediante una scala.

### Aula conferenze
L'aula conferenze è una camera di forma circolare, usata per le riunioni. la stanza è dotata di una parete formata da pannelli apribili che girano di 90 gradi; dà sulla balconata. Nelle prime quattro serie, i briefing venivano svolti attorno a tre o più tavoli trapezoidali con superficie luminescente; con l'arrivo del sig. Woolsey si passò all'uso del tavolo delle conferenze dell'SGC.

### Avamposto in Antartide
Milioni di anni fa, quando Atlantide era ancora sulla terra, gli antichi costruirono una postazione aggiuntiva vicino alla base della torre centrale, con una sedia di controllo piena di droni che poi abbandonarono sulla Terra perché la difendessero.
L'SG1 la trovò con l'aiuto del colonnello Jack O'Neill, sotto il controllo della coscienza antica. L'avamposto determinò la vittoria contro la flotta di Anubis nella famosa guerra in Antartide.

### Balconata
Atlantide è dotata di una balconata che dà sulla sala dello stargate che collega la sala comandi con la sala conferenze.

### Camera di isolamento
Gli antichi ritennero opportuno costruire una stanza di isolamento per esseri o cose pericolose, isolata elettromagneticamente. Attorno alla parte superiore della sala, un corridoio che permette di osservarne l'interno senza l'uso di telecamere o altri strumenti.

### Camera olografica
In questa camera circolare si trova una pedana ottagonale, con una consolle da cui si può accedere ad un ologramma interattivo ideato come insegnante per i giovani Lantiani. Esso fu programmato per trasmettere un messaggio in cui è sintetizzata la storia di Atlantide, fin dal momento che essa entrò nella galassia di pegaso. Questo ologramma fu usato anche dalla fata Morgana per dare degli indizi su dove trovare il Santo Graal.
La camera viene usata raramente dalla spedizione umana, perché consuma parecchia energia.

### Infermeria
La città di Atlantide è fornita di un'ampia infermeria, dotata oltre che delle strumentazioni mediche di base, anche di una sala operatoria, una camera di isolamento e di alcune attrezzature di ricerca microbiologica e genetica e di strumenti molto avanzati, come lo scanner biologico.. all'arrivo della squadra dell'SGC ad Atlantide il medico capo era il Dottor Carson Beckett, alla sua morte fu rimpiazzato dalla dot.ssa Jennifer Keller.

### Palestra
La palestra è il "regno" di Ronon, che si allena sfidando praticamente chiunque sulla base. Famosa è la lotta contro Teal'c che durò parecchie ore.

### Piattaforma per l'estrazione dell'energia geotermica
Sul pianeta originario di Atlantide nella galassia di Pegaso, gli antichi estraevano l'energia geotermica dalle profondità marine. La stazione di trivellazione si può raggiungere solo tramite jumper ed è servita alla squadra umana per fornire alla città una spinta iniziale per trasferire Atlantide su un altro pianeta.

### Prigione
La prigione di Atlantide è costituita da una stanza dotata di sbarre molto spesse e di uno scudo di forza esterno, viene usato dalla squadra umana diverse volte per intrappolare i Wraith .

### Sala mensa
Probabilmente non era stata concepita come sala mensa dagli Antichi, ma la squadra di Atlantis la usò per questo scopo. Mano a mano che la spedizione si ingrandì vennero aperte altre sale mensa, alcune con vista mare.

## Tecnologie
Gli Antichi erano un popolo di grandi inventori, i manufatti e le tecnologie presenti ad Atlantide sono di un grado scientifico molto superiore al nostro.

### Computer
I computer di Atlantide sono costituiti da un piano con cristalli messi uno sopra l'altro in modo scalare, questi non hanno bisogno del gene ATA per funzionare ma solo per essere attivati. Da quasi ogni computer di Atlantide si può accedere al database centrale di Atlantide.

### Database
Il database di Atlantide è molto simile a internet, contiene tutta la conoscenza degli Antichi, le missioni esplorative, le tecnologie, le persone che abitavano Atlantide, gli indirizzi di tutti gli Stargate incluso quello della Terra e molte altre informazioni. Si può accedervi da qualsiasi computer di atlantide collegato alla rete, si possono caricare o scaricare dati e alcuni di essi, data la loro riservatezza, possono essere provvisti di password o criptati.

### Canali per il Trasporto Energetico
Sono canali di forma ottagonale di grandezza variabile che emanano una luminescenza blu, partono dalla sala degli ZPM e si snodano per tutta Atlantide portando l'energia a tutta la città. Sono costituiti da cristalli e possono essere reindirizzati o bypassati tranne quelli in prossimità degli ZPM, alla base della torre, che se sono danneggiati possono essere riparati disattivando la fonte energetica oppure "rattoppati" usando cristalli secondari per ripararli.

### Messe a Terra
La Città di Atlantide, essendo fatta in metallo, attira molti fulmini che potrebbero nuocerle se non fosse per le messe a terra che scaricano l'elettricità dei fulmini nell'oceano; nell'episodio "The Storm" il dottor McKay le scollega e reincanala l'elettricità tramite i corridoi di Atlantide fornendo energia agli scudi per fronteggiare un'onda anomala che altrimenti avrebbe distrutto Atlantide.

### Quarantena
Gli Antichi misero molti dispositivi di sicurezza ad Atlantide, tra cui la quarantena che consiste in vari protocolli mirati ad arginare l'espandersi di un'epidemia; tali protocolli sono messi in funzione automaticamente dalla città se rileva un agente contaminante: pur bloccando le porte, la città permette alle persone sane e protette di accedere alle zone contaminate per prestare soccorso ad eventuali feriti. Dopo l'incidente con le naniti il dr. McKay aumentò sensibilmente la rigidità dei protocolli e divise per gradi di contaminazione una crisi a cui corrispondono delle risposte appropriate, questa scala va da 1 a 5 dove il massimo corrisponde ad un'epidemia incontrollabile che fa bloccare ogni singola sezione di Atlantide spegnendo anche gli accessi ai computer; se la quarantena viene violata, si avvia automaticamente l'autodistruzione della città ed essa invia automaticamente un messaggio subspaziale che avvisa della condizione della città e quindi di stare a debita distanza da essa.

### Rilevatori di segni di vita
Questo dispositivo è in realtà un sensore biotermico interno ed esterno correlato a sensori di movimento e di rilevazioni energetiche, copre l'intera area di Atlantide e dintorni; ha un database interno con tutte le biofirme degli antichi. Fu progettato così per rilevare qualsiasi intrusione aliena. Questa tecnologia fu attivata da un'antica ascesa ospitata ad Atlantide dalla squadra terrestre nella prima serie.

### Scudo
Lo scudo che difende Atlantide è uno dei più potenti dell'universo di Stargate, al pari di quelli delle navi Ori.
Per attivarlo occorre l'energia di uno o più ZPM e per generarlo vi sono degli emettitori sparsi per tutta la città. Questo scudo (alimentato da un massimo di tre ZPM) ha protetto Atlantide dall'assedio durato 100 anni da parte dei Wraith, ha inoltre respinto l'oceano per 10000 anni fino a che la squadra dell'SGC non trovò la città. Nell'episodio The return: parte 2 il dott. McKay modificò gli emettitori per trasformare lo scudo in una gigantesca arma antireplicante in modo da ripulire Atlantide dalla loro presenza.

### Sedia di Controllo degli Antichi
Questa sedia è in realtà un'interfaccia per la tecnologia degli Antichi, può essere attivata solo mediante il gene ATA e può controllare svariate cose, come i droni ma anche l'intero sistema di Atlantide, incluso il sistema di guida.
Sia la città di Atlantide sia gli avamposti degli antichi in antartide e su Proclarush Taonas sono stati dotati di questa tecnologia.

### Sensori subspaziali
I sensori subspaziali furono progettati dagli Antichi ed installati ad Atlantide per controllare lo spazio circostante al pianeta; hanno una portata di diverse decine di anni luce e possono individuare navi sia nell'iperspazio sia ferme in un sistema solare. Con questo dispositivo è stato possibile prevedere molti attacchi dei Wraith, l'unica pecca di questi sensori sono che non rilevano oggetti piccoli come gli asteroidi oppure lo Stargate con cui i replicanti hanno attaccato Atlantide.

## Laboratori
Atlantide, oltre agli appartamenti e ai luoghi di ritrovo ha moltissimi laboratori, tra cui:

### Creazione Replicanti
Questo dispositivo fu creato dagli Antichi per creare replicanti di forma umana e consiste in un lettino a cui è collegata una consolle dove si possono inserire i parametri di creazione, il dottor McKay provò a creare un blocco cubico di naniti ma fallì perché i legami internanitici non risultavano stabili, quindi decise di creare un replicante di forma umana per attuare il piano per distruggere definitivamente la minaccia degli Asuriani. Questa tecnologia fu usata in seguito dalla replicante Weir per far evadere i suoi compagni dal subspazio. Questi poi modificarono il dispositivo (senza completarlo) per la costruzione di corpi umani con l'utilizzo delle naniti.

### Dispositivo per l'ascensione
Gli Antichi si evolsero sia fisicamente che mentalmente in modo che, ad un certo punto, non avevano più bisogno dei loro corpi fisici, così si tramutarono in pura energia. Non tutti però erano abbastanza evoluti fisicamente per arrivare a questo traguardo; seppur meritevoli per ascendere, non potevano farlo. Allora si decise di sperimentare un congegno che accelerava l'evoluzione del DNA tanto da poter far ascendere un essere.
Questo dispositivo fu trovato da Rodney McKay dopo il breve soggiorno degli antichi su Atlantide: egli inavvertitamente lo accese e provocò così l'evoluzione del suo DNA ma anche delle sue funzioni cerebrali tanto che riuscì ad installare un'hyperdrive su un jumper di soccorso; migliorò notevolmente il consumo di energia della città, fece una nuova matematica, trovò la soluzione al dualismo onda-particella e scrisse un'autobiografia tutto in un paio di giorni.
Non solo acquisì anche poteri telecinetici, di guarigione, lettura delle menti e molto altro, ma tutte queste cose vennero compensate dal fatto che se non ascendeva entro un limite di tempo avrebbe potuto morire. Fortunatamente scoprì che per invertire il processo bisognava inserire il suo vecchio codice genetico nel dispositivo e reimpostare la mutazione su quello.

### Laboratorio di Janus
Janus, per i suoi contrasti con il consiglio, dovette creare un laboratorio segreto dove sperimentare le sue scoperte non autorizzate. Per accedere a questo laboratorio bisogna comporre una sorta di password sfiorando le lampade nel corridoio prima di accedervi: queste, se sfiorate nella giusta sequenza, producono una risonanza armonica magnetica controllata e il muro in fondo al corridoio si destabilizza abbastanza per far passare una persona.
Al suo interno Janus ha progettato e sviluppato moltissime ricerche e tecnologie, quelle conosciute sono:
1. Il dispositivo Attero
2. Un Jumper modificato per i viaggi nel tempo
3. Un dispositivo di occultamento personale.[23]

### Progetto Arcturus Interspaziale
Dato il precedente fallimento del Progetto Arcturus il dottor Mckay in collaborazione con il Col. Carter stava ipotizzando di trarre l'energia del punto zero da un universo parallelo al nostro così da far riversare l'entropia e le particelle esotiche nell'altro universo e far passare nel nostro solo l'energia. Questo fu possibile solo con la dimostrazione teorica di un ponte interspaziale ideata dalla sorella di McKay la dott.ssa Jeanie Miller; il progetto richiese quasi tre mesi di preparazione e all'inizio funzionò a pieno ma sfortunatamente l'universo dove stavamo riversando l'entropia era abitato e quindi la squadra di Atlantis dovette spegnere il dispositivo facendo collassare il tunnel riversandogli una notevole quantità di energia scaricando lo ZPM a loro disposizione.

### Sperimentazioni sulle Naniti
Questo laboratorio fu scoperto esplorando una sezione di Atlantide precedentemente allagata da una potente tempesta. In esso gli antichi stavano sperimentando un'arma che avrebbe potuto mettere fine alla guerra contro i wraith, ma al posto di creare armi sempre più grandi decisero di creare minuscoli robottini nei quali installarono un'aggressività più potente del loro nemico; difatti persero la vita diversi membri della spedizione scientifica che trovò il laboratorio. In seguito si scoprì che quelle naniti sono le cellule di base per i replicanti della galassia di Pegaso.

### Studio della Creatura Energetica
Gli Antichi nel loro studio sull'ascensione s'imbatterono in una creatura fatta di energia e quindi prepararono un dispositivo per studiarla, dato che questa creatura si nutre di energia il congegno sprigiona un segnale per attrarla a sé e la intrappola per studiarla. Questo congegno fu trovato ed azionato accidentalmente da un piccolo Athosiano di nome Jinto; la squadra di Atlantis provò a intrappolare di nuovo la creatura senza successo, quindi l'attirarono nello Stargate e la mandarono in un altro pianeta usando come esca un generatore Naquadah.

## Città gemelle
Atlantide non è unica nel suo genere, infatti sono state incontrate altre città simili: una sotterrata di cui si vedeva solo La Torre (Il palazzo centrale) e altre costruite dagli Asuriani.